# Stigmaphyllon cavernulosum
Stigmaphyllon cavernulosum är en tvåhjärtbladig växtart som beskrevs av C. Anderson. Stigmaphyllon cavernulosum ingår i släktet Stigmaphyllon och familjen Malpighiaceae. Inga underarter finns listade i Catalogue of Life.